# سفاپیرین
سفاپیرین(به انگلیسی: Cefapirin یا cephapirin) (INN) یک آنتی‌بیوتیک تزریقی، از سفالوسپورین‌های نسل اول است که تحت نام تجاری Cefadyl به بازار عرضه می‌شد. تولید این دارو برای استفاده انسانی در ایالات متحده متوقف شده‌است.
این دارو همکنون در دامپزشکی و برای درمان ورم پستان ناشی از باکتری‌های گرم مثبت و منفی در گاو مورد استفاده قرار می‌گیرد.

## سنتز

سنتز سفاپیرین :